# Boom di Wall Street del 1924
Il boom di Wall Street fu una bolla speculativa sul mercato azionario statunitense che, iniziato nella seconda metà del 1924, portò al rovinoso crollo del 1929, che segnò l'avvio della Grande depressione degli anni 1929-32, con conseguente interessamento nel secondo conflitto mondiale.

## Contesto

### Situazione economica degli anni venti
Negli anni venti l'economia statunitense, uscita dalla recessione post-bellica del 1920-1921, entrò in una fase di prosperità ed espansione. La produzione e l'occupazione aumentarono in maniera consistente, mentre i salari crescevano poco ed i prezzi si mantenevano stabili, consentendo alle imprese di aumentare i loro profitti.
Proprio gli aumentati profitti delle imprese statunitensi e le prospettive di un loro ulteriore aumento diedero il via alla speculazione in borsa della seconda metà del decennio, in un clima di forte ottimismo e fiducia, indispensabile affinché si sviluppi un boom. I crescenti investimenti in borsa furono facilitati dal credito facile, anche se è opportuno sottolineare che sia precedentemente sia successivamente ci furono momenti di credito facile senza che si sviluppassero speculazioni di questa portata. Come fu sostenuto in seguito, tuttavia, negli anni venti, gli statunitensi furono attirati dal miraggio dell'arricchimento veloce e per tutti. Ciò fu dovuto a una serie di fattori:
- In quel periodo, i capitali da investire negli USA erano abbondanti. La causa remota è fatta risalire al 1925 quando la Gran Bretagna decise di tornare al gold standard dal tasso di cambio prebellico di 4,86$ per sterlina, un cambio ampiamente sopravvalutato. Ciò rese la Gran Bretagna un luogo conveniente per le esportazioni, mentre era conveniente investire negli Stati Uniti. Così un crescente flusso di denaro si diresse verso gli USA, investito prevalentemente in titoli pubblici, lasciando grosse somme di denaro nelle mani delle banche e dei risparmiatori che li vendettero.
- Il tasso di sconto era inoltre abbastanza basso (4%, abbassato nel 1927 al 3,5%): ciò rendeva conveniente per le banche statunitensi prendere denaro in prestito dal Federal Reserve System per prestarlo a loro volta a chi desiderasse investire in borsa.Serie storica delle aliquote federali della Income tax statunitense, dal 1900 al 2021. Si nota la netta diminuzione di molte delle aliquote nell'anno fiscale 1925.

Serie storica delle aliquote federali della Income tax statunitense, dal 1900 al 2021. Si nota la netta diminuzione di molte delle aliquote nell'anno fiscale 1925.

- Sempre nel 1925 le aliquote della Income tax statunitense (l'imposta sul reddito delle persone fisiche) furono notevolmente abbassate in generale, con l'aliquota massima che scese del 58% al solo 25%.[1]
- Infine ci fu il ruolo della corsa all'investimento nelle nuove tecnologie emergenti, tra cui spiccò il fenomeno della Radiomania (un'azione della RCA passò dal valere 11 dollari nel 1925 a valerne 114 nel 1929, rappresentando 73 volte i dividendi distribuiti. Nel 1929, anche dopo il crash di Wall Street, sarebbe stata l'azione più scambiata sul mercato).[2][3]

Fu così che a partire dal secondo semestre del 1924 la Borsa di New York cominciò a crescere, trend che continuò per tutto l'anno successivo. Nel 1926 ci furono due flessioni in marzo ed in settembre, quest'ultima collegata allo scoppio del boom immobiliare della Florida, ma nel complesso la tendenza fu crescente. Alla fine del 1927 il valore dell'indice industriale del New York Times era quasi raddoppiato (245 contro i 106 della metà del 1924).

## La speculazione del 1928-29
La natura del boom cambiò nel 1928 quando l'andamento del mercato azionario si staccò da quello dell'economia reale e dalle plausibili prospettive di aumento degli utili societari. Il mercato assunse anche un andamento spettacolare, con un andamento altalenante all'interno di una tendenza fortemente crescente. In particolare, marzo fu un mese di forti aumenti, che però andarono quasi del tutto persi nella flessione verificatasi a giugno. A partire da luglio il mercato riprese a crescere velocemente, con una modesta flessione a dicembre. Il risultato complessivo di quell'anno fu nel complesso estremamente soddisfacente, portando il valore dell'Indice New York Times da 245 a 331.
Tuttavia, il normale investimento azionario aveva lasciato il posto alla speculazione: si acquistavano azioni per rivenderle quando il loro prezzo fosse sufficientemente salito, non per detenerne la proprietà e godere dei dividendi. Ciò era particolarmente evidente dal modo con il quale le azioni venivano acquistate.
Si trattava di acquisiti su margine. L'investitore prendeva il denaro necessario all'acquisto in prestito sul call market, dalle banche a tassi dell'8-10% e forniva in garanzia una percentuale in contante e il valore dei titoli stessi, con la clausola che se il loro valore fosse sceso sotto un certo margine avrebbe dovuto versare nuovo contante. Poi l'investitore affidava i titoli all'agente di cambio che si occupava di rivenderli a prezzi aumentati in modo da pagare il prestito e lasciare un guadagno consistente nelle tasche dell'investitore.
Poiché il tasso di sconto della Federal Reserve era, nel 1928 del 5%, le banche, comprese quelle non newyorkesi, trovavano conveniente prestare denaro agli speculatori, perché in una situazione di mercato crescente si trattava di un tipo di prestito molto garantito, visto anche il notevole guadagno dato dalla differenza tra il tasso di sconto e il tasso di interesse dei prestiti a margine, che alla fine dell'anno salì anche al 12%. Persino le imprese statunitensi trovavano conveniente investire i propri residui attivi in questi prestiti piuttosto che effettuare investimenti in beni capitale. Lo stesso valeva per gli operatori stranieri che facevano affluire a New York denaro da tutto il mondo per prestarlo ai borsisti.
Indice di ciò è l'enorme aumento dei prestiti ai borsisti, che passarono da 1 miliardo di dollari nel 1920 ai 6 miliardi alla fine del 1928, arrivando fino a 7 miliardi nell'autunno del crollo.
All'inizio del 1929, in pochi si rendevano conto che la fine del boom era vicina. A tale proposito è significativo il discorso sullo stato dell'Unione pronunciato il 4 dicembre 1928 dal Presidente uscente Coolidge.
Il nervosismo iniziò a manifestarsi sul mercato a marzo. Intorno alla metà del mese, si apprese che il Federal Reserve Board teneva riunioni quotidiane a Washington senza rilasciare alcuna dichiarazione. Una di queste riunioni si tenne persino di domenica. Così, il lunedì 25 marzo impauriti dal silenzio della Banca centrale gli investitori iniziarono a vendere. Alcune banche chiesero il rientro dei prestiti a brevissimo termine e il tasso di interesse sui prestiti ai borsisti salì al 14%. Il giorno dopo le cose peggiorarono ulteriormente, con tassi di interesse fino al 20%. Fu allora che intervenne a salvare la situazione Charles Edwin Mitchell, presidente della National City Bank (ora diventata Citibank) e uno dei direttori della Federal Reserve Bank di New York. Egli dichiarò che la sua banca avrebbe prestato agli investitori il denaro necessario a fermare la crisi, anche ricorrendo a fondi presi in prestito dalla Federal Reserve. Poiché il Federal Reserve Board di Washington non prese posizione, il mercato si rassicurò e nei giorni successivi tornò a crescere.
Dopo questa crisi, il mercato crebbe costantemente per tutta l'estate. Nelle parole dei politici, dei banchieri, degli studiosi, della stampa e della gente l'ottimismo era evidente. Anche Irving Fisher ripeté più volte che il prezzo delle azioni era giustificato ed anzi sarebbe ulteriormente cresciuto. Solo alcuni accademici, il New York Times e le agenzie Standard Statistics e Poor's (oggi unite nella Standard & Poor's) erano scettici, ma esse rimasero inascoltate. La borsa veniva considerata sempre meno come un registro a lunga scadenza delle prospettive aziendali e sempre più come il prodotto di manovre speculative e artificiose.

### Le holding e gli investment trust
In quegli anni, viste le potenzialità offerte dal mercato finanziario, vi fu un'emissione enorme di nuovi titoli azionari, con la fondazione di moltissime nuove società.
Una parte di queste emissioni serviva a finanziare una nuova ondata di fusioni. Diversamente dalla prima ondata di fusioni di fine Ottocento-inizio Novecento, questa volta a fondersi erano piccole società locali che svolgevano la medesima attività in luoghi diversi degli Stati Uniti. Un esempio tipico è quello delle società di gestione dei servizi pubblici locali (elettricità, gas, acqua), che furono riunite in grandi holding. Veniva costituita una holding che emetteva azioni per raccogliere il denaro necessario ad acquisire le compagnie di gestione locali. Spesso, però, finì con il crearsi un complesso sistema piramidale di holding che a loro volta controllavano altre holding. Altro caso, riguardante la vendita di beni di consumo al dettaglio, i cinema, i grandi magazzini, consisteva nel creare grandi catene. L'emissione di azioni era necessaria per costituire nuove ramificazioni territoriali.
Un'altra struttura societaria che si diffuse molto nei tardi anni venti negli Stati Uniti fu l'investment trust, già diffuso in Gran Bretagna. Esso era l'equivalente di una moderna società di investimento, che raccoglieva il denaro raccolto mediante la vendita delle proprie azioni e obbligazioni per poi investirlo nell'acquisto di un portafoglio di azioni di altre società già esistenti. Nel 1921 ne esistevano solo una quarantina, poi essi si moltiplicarono: 300 alla fine del 1927, 486 alla fine del 1928 e 751 nell'ottobre del 1929.

## L'inizio della fine
Il 3 settembre 1929 fu il giorno in cui finì la grande corsa al rialzo. L'Indice del New York Times segnava 542. L'8 luglio 1932 sarebbe stato 58. Dopo il 3 settembre il mercato prese un andamento irregolare, a volte sostenuto a volte fiacco, con una tendenza discontinua ma nel complesso decrescente.
La prima flessione si verificò il 5 settembre e fu definita flessione Babson perché fece seguito alle dichiarazioni dello statistico americano Roger Babson che la crescita del mercato azionario non poteva continuare e prima o poi si sarebbe avuto un crollo. Il giorno successivo il mercato si riprese, ma la tendenza era segnata.
Negli anni successivi al crollo si indicarono solitamente due fatti come scatenanti il disastro dell'ottobre 1929. Il primo fu il fallimento, il 20 settembre dell'impero industriale costituito in Gran Bretagna dall'americano Clarence Hatry, in seguito alla scoperta che egli aveva alterato la consistenza patrimoniale delle sue società falsificando i certificati azionari. Il secondo fu il rifiuto da parte del Dipartimento dei servizi pubblici del Massachusetts di autorizzare la divisione in quattro delle azioni della compagnia locale dell'elettricità, la Boston Edison, dichiarando anche che il titolo aveva un prezzo troppo elevato rispetto alle reali condizioni dell'impresa.
In realtà, tali avvenimenti ebbero effetto solo perché si era ormai diffusa nella gente la convinzione che un riassestamento dopo mesi di rialzo fosse inevitabile. Tuttavia, fino all'ultimo la fiducia continuò a dominare tutte le dichiarazioni ufficiali.
Il 18 ottobre il mercato era stato debole ed in forte flessione. Domenica 20 i giornali resero noto che erano state presentate alcune richieste di margine, il che significava che il valore dei titoli forniti in garanzia dei prestiti era diminuito tanto da richiedere ulteriori garanzie in contanti. Tuttavia, circolava voce che il lunedì potenti banchieri sarebbero intervenuti con un "sostegno organizzato". Il lunedì, invece, ci furono forti ribassi e si scambiarono oltre 6 milioni di azioni. Tuttavia, la situazione era brutta, ma non disperata. Martedì ci fu un lieve recupero, anche in seguito a dichiarazioni di Mitchell nelle quali si affermava che le perdite si erano spinte troppo oltre. Mercoledì, tuttavia, vi furono grandi perdite.
Si giunse così a giovedì 24, il cosiddetto Giovedì nero, non tanto per l'entità delle perdite quanto per le scene di panico che caratterizzarono la giornata. Seguì poi il Martedì nero del 29 ottobre, dopo di che il boom era definitivamente finito. Gli anni successivi furono lunghi anni di depressione straordinariamente pesante e prolungata.